# Universidade de Artes de Zurique
Universidade de Artes de Zurique (ZHdK em alemão:  Zürcher Hochschule der Künste) tem aproximadamente 2.154 alunos, o que a torna a maior universidade de artes da Suíça.
A universidade foi fundada em 2007, após a fusão entre a Escola de Arte e Design de Zurique (HGKZ) e a Escola de Música, Drama e Dança (HMT).
ZHdK oferece cursos de bacharelado e mestrado e programas de educação superior em arte, design, música, educação artística, teatro, cinema, dança e estudos transdisciplinares, bem como programas de doutorado em colaboração com diferentes universidades internacionais de arte e com a ETH Zurique.
ZHdK desempenha um papel ativo na investigação, especialmente na investigação artística e na investigação em design.